# OSK (ソフトウェア)
株式会社OSK（オーエスケイ）は、東京都墨田区に本社を置き、ソフトウェア開発を行う日本の企業である。

## 概要
主にパッケージソフトウェア開発、システム受託開発、情報マネジメントコンサルティングを手掛ける。

## 沿革
- 1984年 - 大塚システムエンジニアリング株式会社設立。
- 1993年 - 株式会社オーエスケイに社名変更。
- 2000年 - プライバシーマーク認定取得。
- 2004年 - 株式会社OSKに社名変更。
- 2007年 - SMILEシリーズの製品ライセンスを大塚商会からOSKに統一。
- 2013年 - 「SMILE BS 2nd Edition 販売」「SMILE BS 2nd Edition 会計」が、パッケージソフトウェア品質（PSQ）認証制度の認証取得。
- 2014年 - 「SMILE人事給与」がパッケージソフトウェア品質（PSQ）認証制度の認証取得。
- 2015年 - 「SMILE人事給与」「らくらくマイナンバー対応システム」が、マイナンバー対応ソフトウェア認証制度の認証取得。
- 2015年 - 株式会社アルファシステムと合併。